# البحرية القبرصية
القيادة البحرية القبرصية (باليونانية: Ναυτική Διοίκηση Κύπρου، بالتركية: Kıbrıs Deniz Kuvvetleri) (المعروفة أيضاً باسم البحرية القبرصية) هي الفرع البحري المسلح للحرس الوطني القبرصي. تتمثل المهمة الأساسية للبحرية القبرصية في الدفاع عن الحدود البحرية لجمهورية قبرص، لكنها غير قادرة حالياً على الوصول إلى المياه المحيطة بشمال قبرص، والتي تقع تحت سيطرة البحرية التركية منذ التدخل العسكري التركي في قبرص في 1974. لا تمتلك هذه القوة أي سفن رئيسية أو سفن حربية كبيرة أخرى، لكنها مجهزة بزوارق دورية، زوارق إنزال، أنظمة صواريخ سطح-سطح وأنظمة رادار متكاملة، بالإضافة إلى وحدات مغاوير بحرية لعمليات التخريب تحت الماء.

## وصلات خارجية
- القوات البحرية القبرصية 1964-1974 (بالروسية)